# Тінь та кістка
«Тінь та кістка» (англ. Shadow and Bone) — дебютний роман американської фентезі-письменниці Лі Бардуго. Перша частина трилогії «Тінь та кістка», що входить до складу Всесвіту Гришаверс. Вперше роман опублікувало 2012 року видавництво Macmillan Publishers у США. Оповідь ведеться Аліною Старковою, сиротою-підлітком, яка росте в Равці (країні, зразком для якої було взято Російську імперію XIX ст.), і яка несподівано відкриває у собі незнану досі силу, коли доводиться врятувати життя найкращому другу дитинства, після чого вона стає ціллю для інтриг та жорстокості.

## Сюжет
Колись могутня країна Равка, батьківщина носіїв стародавньої магії — гришів (grisha), переживає нелегкі часи. Величезний Тінистий Каньйон — Неморе, що кишить чудовиськами-волкрами, розділив її на дві частини: західну і східну. Пройти крізь нього практично неможливо, повітря всередині оповите безпросвітною імлою, а моторошні тварюки з гострими кігтями і величезними зубами рвуть людину на шматки за секунди.
Аліна і Мал зросли в дитячому притулку в будинку князя Карамзіна. Зараз вони служать у першій армії: вона тиха, непримітна дівчина, картографиня-початківиця, він — красень-слідопит, кращий у своїй справі. Вони дружать все свідоме життя.
Примха долі звела молодих людей на скіфі, що йде через Каньйон у Західну Равку по зброю і продовольство. Під час цієї поїздки на них нападають волкри і Аліна відкриває в собі великий дар — закликати світло. Цей дар виявляється настільки сильним, що стає зрозуміло — Аліна здатна врятувати всю країну. Відтоді життя дівчини круто змінюється: тепер вона еліта — гриша на службі у могутнього і загадкового Дарклінга, головнокомандувача Другої армії. Її головне завдання знищити Каньйон і знову об'єднати країну.

## Головні герої
- Аліна Старкова — сирота, гриша, заклинателька Сонця, Свята
- Мал Оретцев — кращий друг Аліни, слідопит Першої Армії
- Дарклінг — командувач Другої Армії, заклинатель Темряви
- Багра — учителька Аліни
- Женя Сафіна — гриша кравець, відома своєю красою
- Зоя Назяленська — гриша, здатна викликати вітер
- Давид — гриша-творець

## Історія створення
Під час написання трилогії Бардуго надихалася історією Російської імперії, вона називає її «фантазією, заснованою на естетиці, культурі, політиці та соціальній структурі Росії початку XIX століття». Авторка пояснює свій інтерес до цього періоду в житті Росії тим, що «образи, які асоціюються з російською культурою та історією, мають величезну силу, це крайності краси й жорстокості». Бардуго називає серію «Царпанк» (англ. Tsarpunk).
«У більшості фантазій темрява метафорична; це просто спосіб говорити про зло (темрява падає по всій Землі, настає Темна доба і т. д.). Я хотіла взяти щось образне і зробити це буквальним. Тому постало питання: „а що, якби темрява була місцем?“. Що, якби монстри, які ховаються там, були б справжніми і жахливішими, ніж все, що ви коли-небудь могли собі уявити під своїм ліжком або за дверима шафи? Що робити, якби вам довелося боротися з ними на власній території, сліпими та безпорадними в темряві?»,- сказала Бардуго в інтерв'ю Entertainment Weekly. «Тінь та кістка» втілює в життя світ святих і самоварів, убивць і забобонів, темної магії, придворних інтриг і романтики. Плюс, хлопця ріжуть навпіл".

## Продовження та пов'язані книги
Історія Аліни Старкової і Дарклінга продовжується в романах «Облога та штурм» (англ. Siege and Storm), який вийшов через рік, і «Руїна та відновлення» (англ. Ruin and Rising), опублікованому в США 2014 року.
Всесвіт Гришаверс описано також у романах «Шістка воронів» (англ. Six of Crows) і «Продажне Королівство» (англ. Crooked Kingdom), дія яких розгортається після подій, описаних у трилогії, але переноситься з Равки в невелику державу Керчія. Книги розповідають про шістьох «втрачених і відчайдушних» героїв: колишнього ув'язненого з Ф'єрди, видатного стрільця з ігровою залежністю, втікача з вищого товариства, шпигунку, дівчину-ґріша і геніального злодія, яким належить здійснити зухвале викрадення.
2019 року вийшов роман «Король шрамів» (англ. King of Scars), що розповідає про улюбленого персонажа самої Бардуго, який вперше постає перед читачами в романі «Облога та штурм», а потім з'являється і в романі «Продажне Королівство», — короля Равки Миколу Ланцова. Книга є прямим продовженням попередніх двох серій.

## Відгуки та критика
Роман отримав високі оцінки критиків. Зокрема, The New York Times зазначає, що «багатство російського духу в романі приносить величезне задоволення». The Guardian у своїй рецензії назвала роман «фантастичною книгою зі справжнім серцем». Автор хвалить «Тінь та кістку» за наявність усіх фантастичних елементів, які любить читач (навіть порівнює роман з класикою фентезі — трилогією «Володар перснів»): красивий і унікальний світоустрій, загадкова Магія і щирі герої.

## Екранізація
У січні 2019 року Netflix анонсував зйомки серіалу, заснованого на романах «Тінь та кістка» і «Шістка воронів». Режисером картини став Лі Толанд Крігер. Головні ролі виконують Бен Барнс (Дарклінг), Фредді Картер (Каз Бреккер), Джессі Мей Лі (Аліна Старкова), Арчі Рено (Мал Оретцев), Аміта Суман (Інеж Гафа), Суджая Дасгупта (Зоя Назяленська), Даніель Галліган (Ніна Зенік), Дейзі Гед (Женя Сафіна), Саймон Сірс (Іван). Знімали серіал в Угорщині.
Серіал побачив світ у квітні 2021 року, й у фанатській спільноті отримав назву «Гришаверс».
Другий сезон серіалу вийшов у березні 2023 року.

## Переклади українською
- Лі Бардуґо (2021). Тінь та кістка. Книга 1. пер. з анг. Єлена Даскал. Харків: КСД. с. 304 стор. ISBN 978-617-12-8873-7.[15]